# Ebba Thomsen
Ebba Ove Thomsen (* 3. Mai 1887 in Kopenhagen, Dänemark; † 18. Dezember 1973 ebenda) war ein dänischer Stummfilmstar der 1910er und 1920er Jahre.

## Leben und Wirken
Ebba Thomsen, Tochter eines Modeschöpfers, gab nach ihrer Schauspielausbildung bei Mathilde Nielsen ihren künstlerischen Einstand 1910 in Oscar Wildes Ein idealer Gatte am Det Ny Teater ihrer Heimatstadt Kopenhagen. Nur ein Jahr darauf wendete sie sich der noch in den Kinderschuhen steckenden Kinematographie zu und ließ sich von der wichtigsten Filmproduktionsfirma ihres Landes, der Nordisk Film, verpflichten. In gut einem Jahrzehnt spielte sie in einer Fülle von Haupt- und großen Nebenrollen vor allem Töchter und Ehefrauen, unter anderem in so zentralen Produktionen wie der ambitionierten Hauptmann-Verfilmung Atlantis, Dänemarks erster Großproduktion (in der sie die zentrale Rolle der Bildhauerin Eva Burns verkörperte), und dem wegweisenden Science-Fiction-Untergangsdrama Das jüngste Gericht, wo man sie als die Minenverwaltertochter Dina West sah. In dem Drama Den frelsende Film um eine Frau zwischen drei Männern gab sie 1916 in der weiblichen Hauptrolle die allseits begehrte Schauspielerin Ilse Weilbach, und im darauffolgenden Jahr, ebenfalls in der weiblichen Hauptrolle, war Thomsen die Emma Schultze in dem nach einem Drehbuch von Carl Theodor Dreyer entstandenen Drama Hotel Paradies. 
In diesen Jahren ihrer größten Filmerfolge zählten vor allem August Blom, Holger-Madsen und Robert Dinesen zu ihren bevorzugten Regisseuren, Leinwandstars wie Olaf Fönss, Alf Blütecher, Gunnar Tolnæs und vor allem immer wieder Valdemar Psilander waren ihre Filmpartner. Nach Ende des Ersten Weltkriegs begann die Karriere der Thomsen, die 1917 die Nordisk verlassen hatte und sich bis 1920 der kleineren Firma Astra Films anschloss, allmählich zu verblassen. Nach ihrer Mitwirkung in Bloms Drama Wer trägt die Schuld?, in dem sie nur noch eine Mutter-Nebenrolle überantwortet bekam, zog sich die Künstlerin weitgehend von der Leinwand zurück. Sie trat anschließend noch einige Jahre am Dagmarteatret auf, ehe sie sich 1930 vom Schauspielberuf weitgehend verabschiedete. Für eine winzige Rolle als Bäuerin in dem nach einer Novelle von Selma Lagerlöf gestalteten Streifen Husmandtøsen, ihrer einzigen Tonfilmproduktion, kehrte die seit 1915 mit dem norwegischen Schauspielkollegen Thorleif Brinch Lund verheiratete Kopenhagenerin 1952 letztmalig vor die Kamera zurück.

## Filmografie
- 1911: En stranding ved Vesterhavet
- 1912: Den glade Løjtnant
- 1912: Guvernørens Datter
- 1912: Den sorte Kansler
- 1912: Lynstraalen
- 1912: Pro forma
- 1912: Du hast mich besiegt (Den Stærkeste)
- 1913: Atlantis
- 1913: Der Pressepirat (Pressens Magt)
- 1913: Das Geheimnis des Fürsten (En Hofintrige)
- 1913: Hustruens Ret
- 1913: Zwei Brüder (Broder mod Broder)
- 1913: Guldmønten
- 1914: Amors Krogveje
- 1914: Ein Charakter (En karakter / Arbejdet adler)
- 1914: Den mystiske Fremmede
- 1914: Gar el Hama III
- 1915: Mit Fædreland, min Kærlighed
- 1915: For Lykke og Ære
- 1915: I Farens Stund
- 1915: En Skæbne
- 1915: En Opstandelse
- 1915: Den sidste Nat
- 1915: Zigøjnerblod
- 1916: Den frelsende Film
- 1916: Das jüngste Gericht (Verdens Undergang)
- 1916: Børnevennerne
- 1916: Lyset og Livet
- 1916: Selskabsdamen
- 1916: Das zweite Ich (Lykken)
- 1916: Der Flammentanz (Lydia)
- 1917: Hotel Paradies (Hotel Paradis)
- 1917: Krigens Fjende
- 1918: Mands Vilje
- 1918: Lykketyven
- 1918: Hans Kæreste
- 1918: Dømmer ikke
- 1919: Gøglerbandens Adoptivdatter
- 1919: Den Æreløse
- 1920: Scenens Børn
- 1920: Lykkeper
- 1921: Munkens Fristelser
- 1921: Hendes Fortid
- 1922: Timeglasset
- 1923: Republikaneren
- 1924: Min Ven Privatdetektiven
- 1924: Wer trägt die Schuld? (Det store Hjerte)
- 1952: Husmandstøsen